# Will Harris
William Taylor Harris (ur. 28 sierpnia 1984) – amerykański baseballista występujący na pozycji miotacza (relief pitchera) w Houston Astros.

## Przebieg kariery

### College
Harris studiował na Louisiana State University, gdzie w latach 2003–2006 grał w drużynie uczelnianej LSU Tigers. W sezonach 2004 i 2005 występował na pierwszej bazie, w 2006 na trzeciej, a także jako reliever. W 2004 w finale Baton Rouge Super Regional rozgrywanego w serii best-of-three, w którym Tigers mierzyli się z Texas A&M Aggies, w drugim meczu zdobył trzypunktowego home runa w pierwszej połowie dziewiątej zmiany, zapewniając drużynie zwycięstwo i trzynasty udział w College World Series. Ponadto został wybrany do NCAA Baton Rouge Regional All-Tournament Team.

### Kariera zawodowa
W czerwcu 2006 został wybrany w 9. rundzie draftu przez Colorado Rockies. Zawodową karierę rozpoczął w Tri-City Dust Devils (poziom Class A-Short Season), następnie w 2007 grał w Ashville Tourists (Class A). W 2008 narzucał dla Modesto Nuts (Class A-Advanced), a w 2009 ponownie dla Tri-City Dust Devils. W 2011 występował w Modesto Nuts.
Sezon 2012 rozpoczął od występów w Tulsa Drillers (Double-A), a w lipcu został zawodnikiem Colorado Springs Sky Sox. 11 sierpnia 2012 został powołany do 40-osobowego składu Colorado Rockies i dwa dni później zadebiutował w Major League Baseball w meczu przeciwko Milwaukee Brewers. 15 sierpnia w meczu z Brewers zanotował pierwsze zwycięstwo w MLB.
W kwietniu 2013 został zawodnikiem Arizona Diamondbacks, zaś w listopadzie 2014 Houston Astros. W lipcu został po raz pierwszy powołany do NL All-Star Team.

## Nagrody i wyróżnienia
| Nagroda/wyróżnienie      | Lata | Źródło |
| All-Star                 | 2016 | [ 6 ]  |
| Zwycięzca w World Series | 2017 | [ 3 ]  |